# Chodové

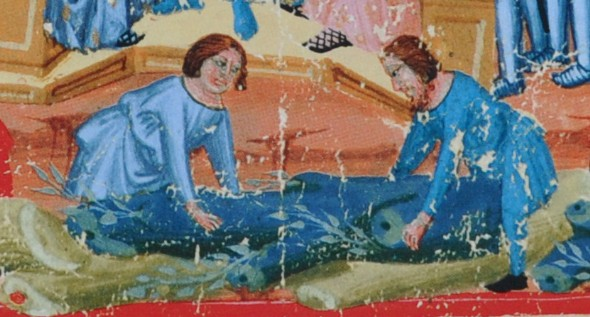
Chodové kácejí stromy (středověká iluminace z latinského zlomku Dalimilovy kroniky)

Chodové byla skupina obyvatel především v okolí Domažlic, Tachova a Přimdy, kteří měli za úkol střežit zemskou hranici mezi Čechami a Bavorskem, resp. Horní Falcí. Tito lidé byli přímými poddanými krále a za své služby se těšili mnohým privilegiím a výsadám, které je sociálně vydělovaly z okolního obyvatelstva.

## Původ a pojmenování

Původní prapor Chodů s párem plstěných bot

Chodové se v písemných pramenech objevili během 13. století a existují spory o to, zda se jejich původ dá odvodit z raně středověkých stráží, které zde sloužily již v období přemyslovských knížat či zda se jedná o obyvatelstvo zde nově usazené až v období osídlovacích procesů 13. století. Některé prameny se taky odvozují od vojenských výpadů českých knížat do Polska v 11. století, odkud mělo být přesunuto slovanské obyvatelstvo od řeky Noteć a Chodža poblíž knížecího Hnězdna. To by také vysvětlovalo etnografické rozdíly od okolního obyvatelstva i někdy východněji působící dialekt (např. bylo-bulo s tvrdým „l“ atd.).
Chodové byli německy nazýváni Kötten, Kutten nebo Urbarleute. Dalším používaným označením bylo "die alten Hacker", tedy "staří sekerníci". České označení Chod má svůj základ ve slově chodit – chod byl ve staročeštině „výsadní sedlák, který měl po hranicích choditi a hlídati“.

## Chodské zboží, práva a povinnosti
Hlavním úkolem Chodů bylo obcházet zemskou hranici a zjišťovat, zda nedošlo k nepřátelskému vpádu; pokud došlo k válečnému stavu, pak museli vytvářet lesní přeseky, signalizovat hrozící nebezpečí, resp. bránit průnikům menších oddílů nepřátel.
V době míru taktéž kontrolovali, zda kolonizační postup německého obyvatelstva nepřekonal zemskou hranici, resp. zda Němci netěží na českém území dřevo apod.
Chodové byli usídleni v celkem 11 vesnicích v okolí Domažlic: Klenčí pod Čerchovem, Chodov, Postřekov, Draženov, Stráž, Újezd, Tlumačov, Starý Klíčov, Mrákov, Chodská Lhota, Pocinovice. Tyto obce do značné míry tvořily jeden celek, protože vlastnily společnou pečeť, prapor (s párem plstěných bot, psí hlava je až záležitostí národního obrození), ale i samosprávu.
Další chodské vesnice se nalézaly severněji v okolí Přimdy a Tachova.

## Chodové v novověku
V 16. století začalo postavení Chodů postupně upadat, a to z několika příčin. Především došlo ke stabilizaci zemské hranice a k válečným konfliktům nedocházelo tak často, stejně jako byly relativně ustáleny hranice osídlení. Naopak se se společensko-ekonomickými změnami začaly prosazovat snahy o omezení osobní nezávislosti poddaných. Pro Chody se stalo velkým problémem, že velká část jejich výsad byla zvyková – často neměli tyto výsady písemně potvrzené. Navíc se chodské zboží (ale tato praxe byla běžná už ve středověku) často zastavovalo a šlechta měla větší tendence než panovník tato jejich práva omezit či ignorovat. To pak na konci 17. století vyústilo v chodské povstání.